# Logion

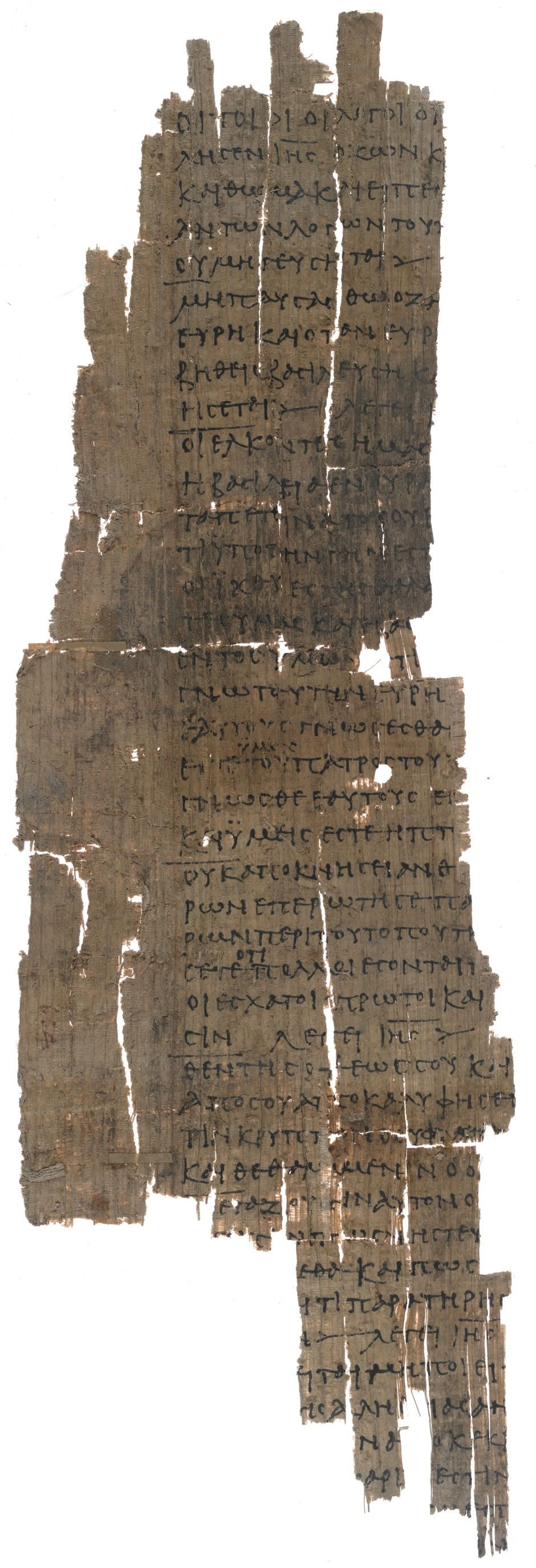
Papyrus Oxyrhynchus 654 sur lequel figurent quelques logia de Jésus.

Un logion (en grec : λόγιον), au pluriel logia (λόγια), est, dans la Grèce antique, une parole d’inspiration divine ou sacrée. Dans la tradition du judaïsme hellénique comme du christianisme, le terme est synonyme de « Parole du Seigneur ». 
Depuis le XIXe siècle, les exégètes du Nouveau Testament emploient ce mot d’une manière quasi exclusive à propos des « dits » de Jésus de Nazareth. Ces logia occupent une place centrale dans la quête du Jésus historique car ils ont trait à la genèse des Évangiles canoniques, en particulier des synoptiques. La Source Q définie par la théorie des deux sources serait en effet un recueil de logia (sentences) de Jésus utilisé par Matthieu et Luc. 
La nature de ces logia est en débat depuis Papias d’Hiérapolis mais aussi depuis la découverte de l’Évangile apocryphe de Thomas.

## Origine
La parole sacrée des dieux grecs s’exprime sous la forme de l’oracle, le chrêsmos (χρησμός), ou encore du logion, qu’interprètent les devins, et les deux termes sont synonymes. 
Le logion réapparaît dans la Septante pour désigner la Parole de Dieu lorsqu’il s’agit de traduire le mot hébreu correspondant : אּמְרַת (Amrat [HaShem]). Pour Philon d’Alexandrie, l’ensemble de la Torah étant d’inspiration divine, chacun de ses passages constitue en soi un logion et, de la même manière, avec le même sens, le mot est employé à quatre reprises dans le Nouveau Testament.

## La  phrase de Papias
Dans son Histoire ecclésiastique, au IVe siècle, Eusèbe de Césarée se réfère à une déclaration de Papias d’Hiérapolis dans sa Λογἱων κυριακῶν ἐξηγήσεις (Logiôn kyriakôn exêgêseis), soit « Explication des paroles du Seigneur », ouvrage perdu qui date du IIe siècle (120-125). Commentant Papias, Eusèbe affirme : « Matthieu réunit donc en langue hébraïque les logia [de Jésus] et chacun les interpréta comme il en était capable (Ματθαῖος μὲν οὖν ἑβραΐδι διαλέκτῳ τὰ λόγια συνετάξατο, ἡρμήνευσεν δ' αὐτὰ ὡς ἧν δυνατὸς ἕκαστος),. » 
Cette phrase a suscité de multiples spéculations parmi les exégètes, au point que certains ont voulu y voir la preuve d’un manuscrit original « sémitique » de l’Évangile selon Matthieu qui aurait ensuite été traduit en grec. Cette théorie n’a plus cours chez les spécialistes, qui contestent l’interprétation d’Eusèbe et « soulignent que rien, dans notre actuel Matthieu, ne donne à penser qu’il s’agisse d’une traduction », comme le rappelle François Blanchetière : le texte matthéen, dès l’origine, fut rédigé en grec ancien.

## Le débat exégétique

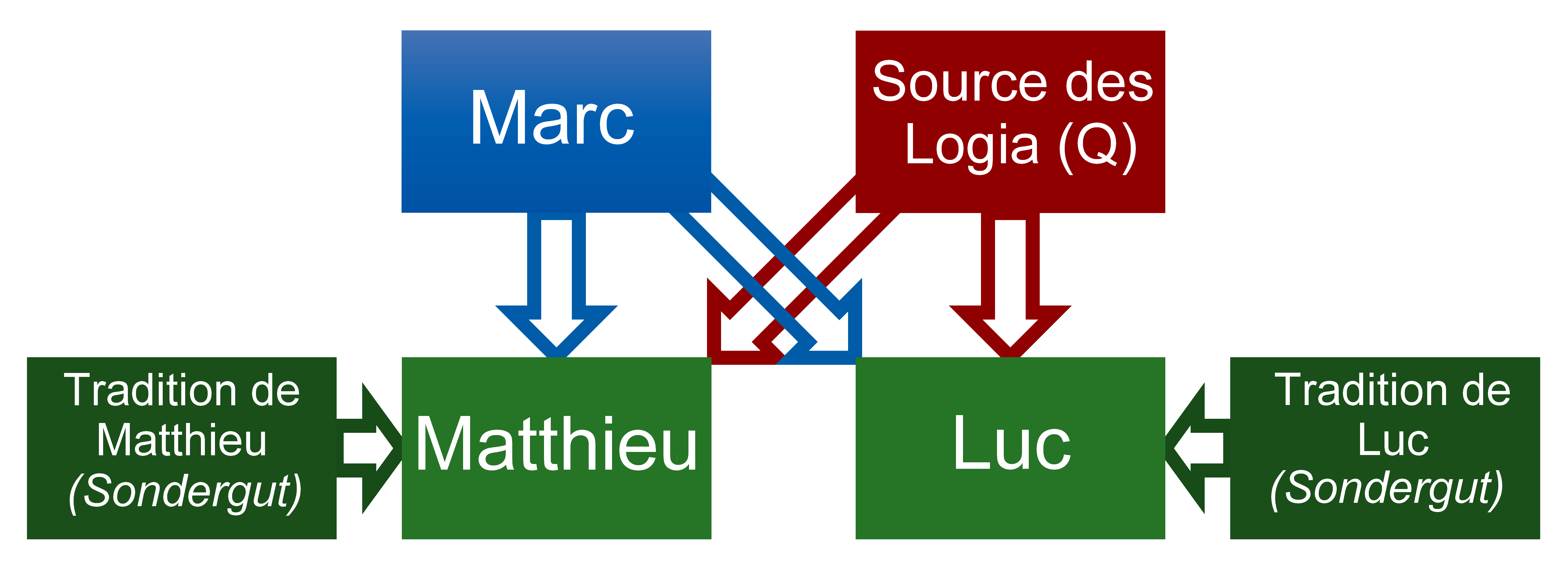
Les deux sources de Matthieu et de Luc : l’Évangile selon Marc et la Source Q, auxquels s’ajoutent leurs contenus spécifiques (Sondergut).

Le débat est ouvert en 1832 lorsque Schleiermacher s’interroge à son tour sur la phrase de Papias et sur le sens du mot logia : si elle ne signifie pas que Matthieu ait écrit en hébreu ou en araméen, peut-être veut-elle dire que l’évangéliste eut accès à un autre ensemble de logia, en l’occurrence un recueil de paroles de Jésus. 
Peu après, en 1838, Christian Hermann Weisse reprend la thèse de Schleiermacher en la complétant par celle de l’antériorité de Marc, ce qui donne lieu à sa théorie des deux sources : Matthieu et Luc se sont inspirés de deux sources, l’Évangile selon Marc et le recueil de logia. Cette théorie est confirmée par Heinrich Julius Holtzmann dans un ouvrage décisif, Die synoptischen Evangelien, ihr Ursprung und geschichtlicher Charakter (« Les Évangiles synoptiques, leur origine et leur historicité »), publié en 1863. Depuis cette date, la théorie des deux sources fait autorité parmi les spécialistes.
Cette seconde source se nomme alors Logia, en référence à Papias, et on la désigne par son initiale en grec : Λ (lambda). Cependant, à la fin du XIXe siècle, il apparaît de moins en moins pertinent de subordonner l’existence de cette source à la phrase de Papias, d’autant que le débat reste ouvert sur le fait qu’il s’agirait d’un recueil de paroles. Un terme plus générique est donc adopté : Quelle - « source » en allemand - dont l’initiale sert depuis lors à la désigner. Les travaux exégétiques traitent désormais de la « Source Q », considérée comme le « plus ancien témoin » de la tradition théologique du christianisme. Les controverses sur la nature exacte de la Source Q se poursuivent jusque dans les années 1960, époque où une découverte archéologique apporte plusieurs éléments de réponse : celle d’un évangile apocryphe.

## L’Évangile selon Thomas
Cet apocryphe est découvert en décembre 1945 à Nag Hammadi, en Haute-Égypte. Les premiers travaux sur l’Évangile selon Thomas consistent principalement en une comparaison des 114 paroles attribuées à Jésus dans ce texte copte et dans les évangiles canoniques, afin de savoir si, et dans quelle mesure, cet évangile reflète des traditions indépendantes des évangiles canoniques.
La moitié des logia dans l’Évangile selon Thomas trouvent leurs parallèles néotestamentaires dans les synoptiques, l’autre moitié dans la source Q reconstituée.